# Aceria anthocoptes

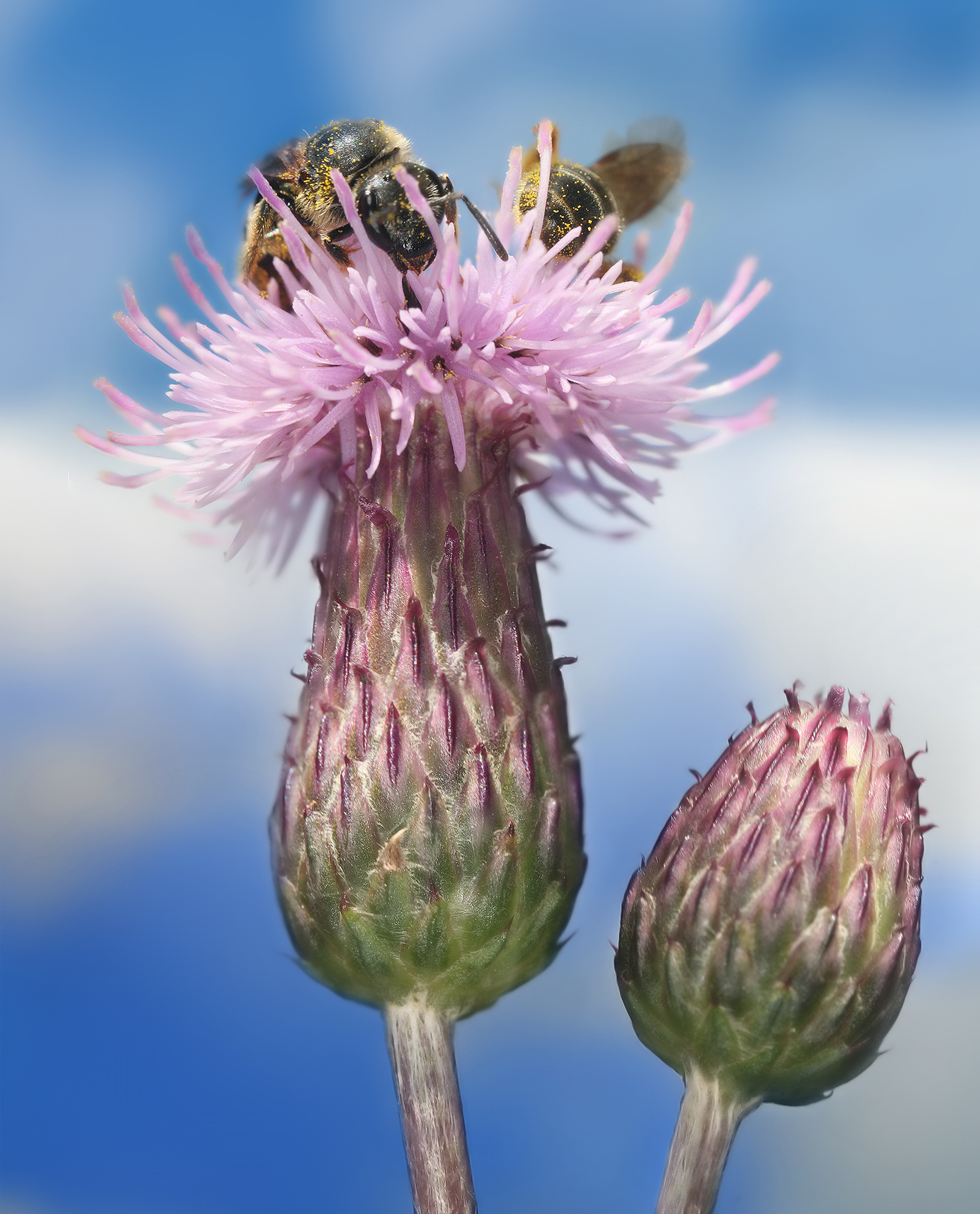
Aceria anthocoptes é considerado um potencial agente no controlo biológico de Cirsium arvense, uma espécie invasora na América do Norte.

Aceria anthocoptes (Nalepa, 1892), conhecido por diversos nomes comuns em inglês, é uma espécie de ácaro pertencente à família Eriophyidae. A espécie parasita Cirsium arvense, um cardo invasor com interesse agronómico por ser potencialmente infestante de diversas culturas, sendo por isso considerado como um potencial agente de controlo biológico para aquela praga.

## Descrição
Os espécimes femininos apresentam corpo relativamente fusiforme, com cor variável pois, dependendo do estágio de desenvolvimento, as ninfas e os adultos podem ser brancos, creme, rosados ou amarelados.
Os adultos medem cerca de 170 µm de comprimento e 65 µm de largura, sendo por isso praticamente invisíveis a olho nu. As quelíceras têm cerca de 20 µm de comprimento e são quase direitas.
A espécie produz múltiplas gerações em cada época anual de crescimento e provavelmente sobrevivem ao inverno instalando-se sobre as raízes ou nos rebentos radiculares no estágio de fêmeas adultas fertilizadas, abrigando-se sob as escamas dos rebentos. Emergem na primavera, e iniciam uma fase reprodutiva que se prolonga até à chegada do inverno, produzindo uma nova geração a cada duas a três semanas.
Aceria anthocoptes é um eriofídeo de vida livre que pela sua estratégia de vida e morfologia é considerado uma espécie errante. A espécie é o único ácaro eriofídeo que se sabe parasitar plantas de Cirsium arvense, sugando o conteúdo das células das das folhas.
A região de distribuição natural deste ácaro inclui a Europa e a América do Norte, estando assinalado em 2001 como existindo em 21 países. Nos Estados Unidos é conhecido na generalidade dos estados do nordeste e centro do país.
O ácaro Aceria anthocoptes é considerado um bom agente para o controlo biológico de Cirsium arvense, pois o seu ataque danifica as células da epiderme das folhas e das camadas mais profundas do mesofilo em ambas as faces das folhas infestadas. O resultado é uma deformação visível do limbo, com o enrolamento das margens da folha, a qual muda de cor, exibindo manchas acastanhadas ou avermelhadas, e seca gradualmente.